# Ulisses Garcia
Ulisses Gracia (Almada, 1996. január 11. –) svájci válogatott labdarúgó, a francia Marseille hátvéde.

## Pályafutása

### Klubcsapatokban
Ulisses Garcia a portugáliai Almada városában született. Az ifjúsági pályafutását a svájci Onex csapatában kezdte, majd 2009-ben a Servetténél folytatta. 2011-ben a Grasshoppers akadémiájához igazolt.
2014-ben mutatkozott be a Grasshoppers első osztályban szereplő felnőtt csapatában. Először 2014. május 18-án, a Sion ellen 3–1-re megnyert mérkőzésen lépett pályára.
2015. május 26-án a Werder Bremen bejelentette a klubhoz való igazolását és egy három éves szerződés aláírását. A klubnál összesen 19 mérkőzésen lépett pályára.
2018. június 30-án négy éves szerződést kötött a svájci Young Boys együttesével 800 ezer eurós összeg ellenében. Első gólját 2018. szeptember 1-jén, a Sion ellen 3–0-ra megnyert találkozón szerezte.
2024. január 16-án négy és fél évre a francia Marseille szerződtette.

### A válogatottban
Garcia 2021-ben debütált a svájci válogatottban. Először a 2021. szeptember 1-jei, Görögország ellen 2–1-re megnyert barátságos mérkőzésen a félidőben Silvan Widmer cseréjeként lépett pályára.

## Statisztika

### A válogatottban
| Válogatott | Év       | Pályára lépés | Gól |
| ---------- | -------- | ------------- | --- |
| Svájc      | 2021     | 4             | 0   |
| Svájc      | 2023     | 3             | 0   |
| Svájc      | 2024     | 3             | 0   |
| Összesen   | Összesen | 10            | 0   |

## Sikerei, díjai
Young Boys
- Swiss Super League
  - Bajnok (4): 2018–19, 2019–20, 2020–21, 2022–23

- Svájci Kupa
  - Győztes (2): 2019–20, 2022–23